# Eneida Pérez
Eneida Astolfi Pérez de Lücke (* 5. Januar 1964 in Santo Domingo als Eneida Pérez) ist eine dominikanische Schachspielerin und Künstlerin.

## Leben
Eneida Pérez wurde 1964 geboren. Sie wurde zwischen 1981 und 1982 an der Kunstschule Orosco ausgebildet und studierte im Anschluss bis 1987 Kunst an der Nationale Akademie der Künste. Anschließend folgte ein dreijähriges Architekturstudium an der Universidad Autónoma de Santo Domingo. Zwischen 1989 und 1992 lebte sie in Frankreich. Sie wurde französische Staatsbürgerin. 1996 zog sie nach Köln zu ihrem Ehemann Norbert Lücke. Dort arbeitet sie als Künstlerin.
Sie gewann siebenmal die dominikanischen Schachmeisterschaften und nahm an den Schacholympiaden 1984 bis 1990 teil. Seit 2003 ist sie FIDE-Meister der Frauen. Bei den Schachweltmeisterschaften vertritt sie immer noch ihr Heimatland.
In der deutschen Schachbundesliga der Frauen hatte sie Einsätze für den SK Holsterhausen.
Sie ist Initiatorin des Schachdorfs La Torre in der Dominikanischen Republik.